# Kilingi-Nõmme
Kilingi-Nõmme ist eine Stadt im Südwesten Estlands. Sie befindet sich 40 km südöstlich der Stadt Pärnu und gehört zum Kreis Pärnu. Die Einwohnerzahl beträgt 1.709 (Stand 2015). Seit 2005 gehört die Stadt zur Gemeinde Saarde.

## Geschichte
Der ersten Erwähnung der Siedlung datiert aus dem Jahre 1560. Der Ort erhielt später seinen Namen nach dem Gutsherrn Valentin Schilling (in Saarde-Dialekt Kilingi) und dem Gasthaus Nõmme. 
Ende des 19. Jahrhunderts hatte Kilingi-Nõmme 500 Einwohner. 1928 lag die Einwohnerzahl bei 1420. Im Jahre 1938 erhielt Kilingi-Nõmme das Stadtrecht.
Seit 1998 ist Kilingi-Nõmme Mitglied im internationalen Projekt European Cultural Villages.

## Wirtschaft und Infrastruktur

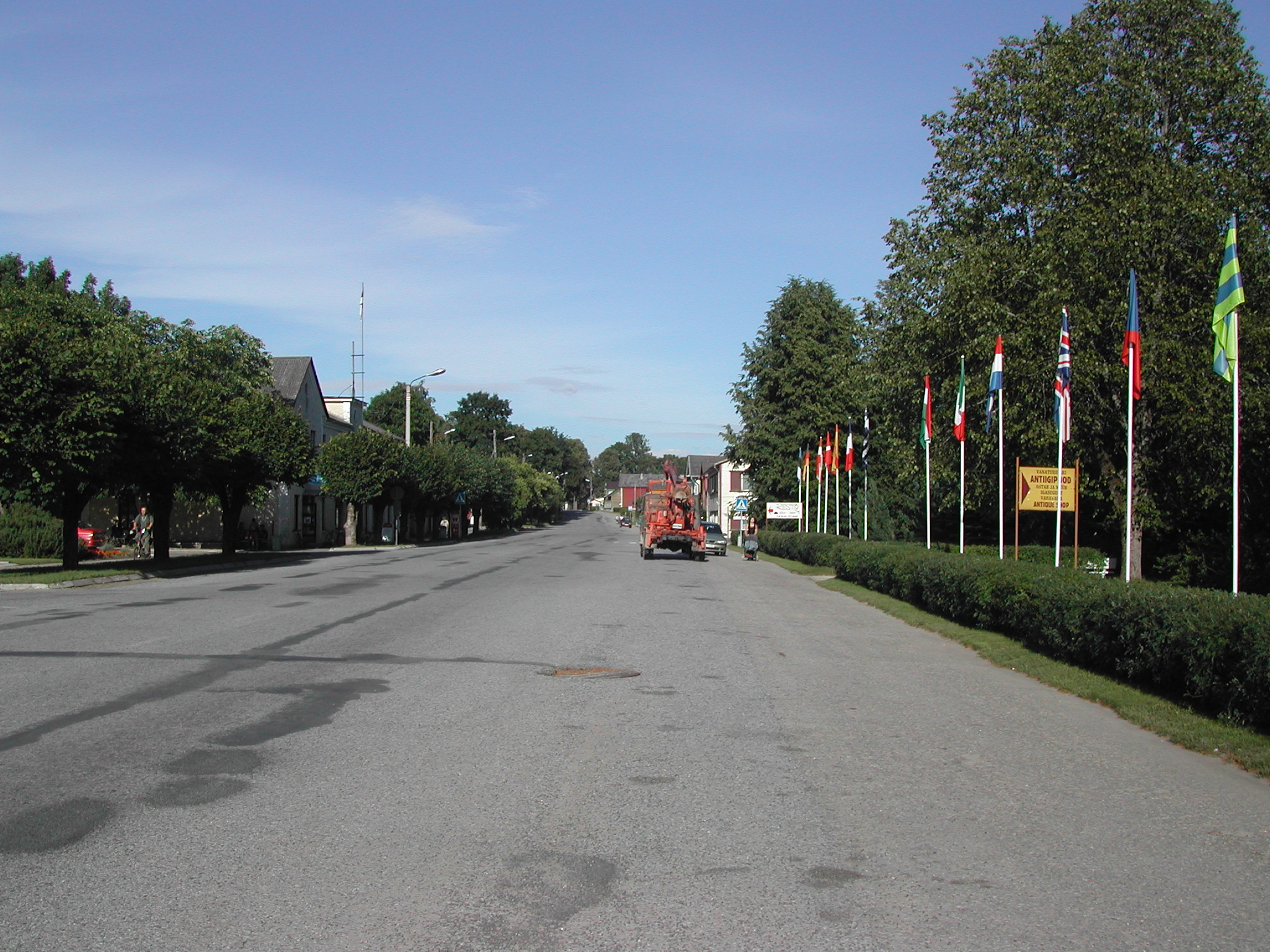
Hauptstraße

Es gibt fast keine Industrie direkt in der Stadt. Kilingi-Nõmme ist jedoch von 35562 ha Wald umgeben. Viele Unternehmen sind hier in der Holzverarbeitung tätig – AS Talme, AS Sylvester, OÜ Metsakuivendus, AS Puitex.

## Söhne und Töchter der Stadt
- Liisi Koikson, estnische Sängerin
- Ants Laaneots, estnischer General und Politiker
- Helene Vannari, estnische Schauspielerin